# Gonomyia dispar
Gonomyia dispar är en tvåvingeart som beskrevs av Alexander 1962. Gonomyia dispar ingår i släktet Gonomyia och familjen småharkrankar. Inga underarter finns listade i Catalogue of Life.